# 烏爾馬鄉 (蘇恰瓦縣)
47°53′N 25°18′E / 47.883°N 25.300°E
烏爾馬鄉（羅馬尼亞語：Comuna Ulma, Suceava），是羅馬尼亞的鄉份，位於該國東北部，由蘇恰瓦縣負責管轄，面積53平方公里，海拔高度700米，2002年人口2,254，人口密度每平方公里43人。